# Cornufer bufoniformis
Espèce
Synonymes
- Rana bufoniformis Boulenger, 1884
- Discodeles bufoniformis (Boulenger, 1884)

Statut de conservation UICN

 LC  : Préoccupation mineure
Cornufer bufoniformis est une espèce d'amphibiens de la famille des Ceratobatrachidae.

## Répartition
Cette espèce est endémique de l'archipel des Salomon. Elle se rencontre jusqu'à 700 m d'altitude sur les îles Buka et Bougainville en Papouasie-Nouvelle-Guinée et aux Salomon en Nouvelle-Géorgie, à Choiseul, à Santa Isabel et à Malaita.

## Publication originale
- Boulenger, 1884 : Diagnoses of new reptiles and batrachians from the Solomon Islands, collected and presented to the British Museum by H. B. Guppy, Esq., M.B., H.M.S. Lark. Proceedings of the Zoological Society of London, vol. 1884, p. 210-213 (texte intégral).